# Livingston (ród)
Livingston, Livingstone – nazwisko szkockich rodów, występujące zarówno na Wyżynach jak Nizinach.

## Livingstone, ród nizinny
Jeden z potężniejszych szkockich rodów nizinnych, pochodzenia saskiego. Nazwisko pochodzi prawdopodobnie od starosaskiego słowa Leofing (syn Leofa). Pierwszym udokumentowanym członkiem rodu był Leving (Livinus) żyjący ok. 1124 r. Jego wnuk Aleksander używał już nazwiska of Livingston.
Ród dzieli się na wiele gałęzi z których główne to:
- Livingston of Livingston, Earl of Linlithgow, główna linia dzieląca się na:
  - Livingston of Callander,
  - Livigston of Drumruy,
  - Livingston of Easrter Wemmys;
- Livingston of Abercorn;
- Livingston of Kinnaird;
- Livingston of Newburgh;
- Liviungston of Westquarter[1].

## Klan MacLea, ród góralski
Klan góralski, znany też jako klan MacOnlea, klan Mac Dhunnshleibhe lub góralscy Livingstonowie.
Nie jest pewne czy góralscy Livingstonowie są spokrewnieni z rodem z Nizin. Według jednych teorii nizinny ród pochodzi od klanu MacLea, według innych górale przyjęli nazwisko Livingston dopiero w poł. XVII w.
Jako klan MacLea występują w historii Szkocji już w XII w. a tradycje wiążą pochodzenie klanu od władców Dalriaty i władców Wysp.
Z góralskich Livingstonów pochodził słynny podróżnik i badacz Afryki dr David Livingstone.